# Шаго Євген Петрович
Євге́н Петро́вич Ша́го (нар. 23 листопада 1941, м. Дніпродзержинськ (нині м. Кам'янське), Дніпропетровська область) — український політик. Колишній народний депутат України. Член ВО «Батьківщина».

## Біографія
Українець.
Освіта вища. Закінчив Дніпродзержинський індустріальний інститут (1970), інженер-електромеханік; Академію суспільних наук при ЦК КПРС (1988).
- 1961–1965 — слюсар, робітник, старший робітник металургійного заводу імені Ф. Е. Дзержинського, м. Дніпродзержинськ (нині м. Кам'янське) Дніпропетровської області.
- 1965–1970 — на комсомольській роботі.
- 1970–1973 — майстер зміни, начальник цеху заводу металовиробів, м. Дніпропетровськ (нині м. Дніпро).
- 1973–1991 — на партійній роботі.
- на 1987 рік — 1-й секретар Індустріального районного комітету КПУ міста Дніпропетровська.
- до листопада 1990 року — завідувач відділу організаційно-партійної і кадрової роботи Дніпропетровського обласного комітету КПУ.
- 24 листопада 1990 — серпень 1991 р. — секретар Дніпропетровського обласного комітету КПУ з питань організаційно-партійної роботи.
- 1991–1996 — перший заступник генерального директора АТ Торговий дім «Дніпро», директор філії АТ «Україна – Америка», заступник генерального директора Східно-Українського регіонального центру компанії «Мерк'юрі-Глоб-Україна», м. Дніпропетровськ (нині м. Дніпро).
- Був головою правління корпорації «Єдині енергетичні системи України».
- 1999–2001 — співробітник служби Віце-прем'єр-міністра України (Юлії Тимошенко).
- Березень — вересень 2005 — перший заступник Міністра Кабінету Міністрів України[2][3].

## Парламентська діяльність
Народний депутат України 5-го скликання з 25 травня 2006 до 12 червня 2007 від «Блоку Юлії Тимошенко», № 94 в списку. На час виборів: керівник департаменту виконавчого секретаріату Політради ВО «Батьківщина», член ВО «Батьківщина». Член фракції «Блок Юлії Тимошенко» (з травня 2006). Член Комітету з питань паливно-енергетичного комплексу, ядерної політики та ядерної безпеки (з липня 2006). 12 червня 2007 достроково припинив свої повноваження під час масового складення мандатів депутатами-опозиціонерами з метою проведення позачергових виборів до Верховної Ради України.
Народний депутат України 6-го скликання з 23 листопада 2007 до 12 грудня 2012 від «Блоку Юлії Тимошенко», № 80 в списку. На час виборів: тимчасово не працював, член партії ВО «Батьківщина». Член фракції «Блок Юлії Тимошенко» (з листопада 2007). Член Комітету з питань екологічної політики, природокористування та ліквідації наслідків Чорнобильської катастрофи (з грудня 2007), голова підкомітету з питань поводження з техногенними родовищами та промисловими відходами (з грудня 2008).

## Нагороди, державні ранги
Державний службовець 1-го рангу (квітень 2005).
Нагороджений нагрудним знаком «За заслуги перед містом Дніпродзержинськ» III ступеня «за сумлінне багаторічне служіння територіальній громаді міста Дніпродзержинська (нині м. Кам'янське), вагомий особистий внесок у вирішення екологічних проблем міста, активну життєву позицію та з нагоди 70-річного ювілею».